# Butare
Butare es una ciudad situada en el sur de Ruanda. Su población, en enero de 2006, era de alrededor de 77 449 habitantes. 

## Historia
Durante mucho tiempo, la ciudad de Butare ha sido considerada la capital intelectual del país, mientras que Kigali era el centro del poder político. Los belgas llamaron a la ciudad Astrida en honor a la Reina Astrid. La primera misión católica del país fue fundada en 1900 en una colina a pocos kilómetros del centro de la población. 
Hasta el 1 de enero de 2006 fue la capital de la provincia o prefectura del mismo nombre, situada en el área centro-sur del país y limítrofe con Burundi, pero en esa fecha se produjo una reestructuración de las provincias de Ruanda.

## Transporte
La ciudad cuenta con el aeropuerto de Butare, un pequeño aeropuerto civil, administrado por la Autoridad de Aviación Civil de Ruanda.

## Educación
Se le considera la capital universitaria del país, porque alberga la Universidad Nacional de Ruanda, de carácter bilingüe en inglés y francés, así como el prestigioso Seminario Nyakibanda, el Instituto Nacional Ruandés de Investigación Científica

## Atractivos turísticos
En la ciudad se encuentra ubicado el Ruhande Arboretum y una catedral, siendo considerada como sede de una diócesis. También se encuentra ubicado el Museo Nacional de Ruanda.